# Helena Araújo

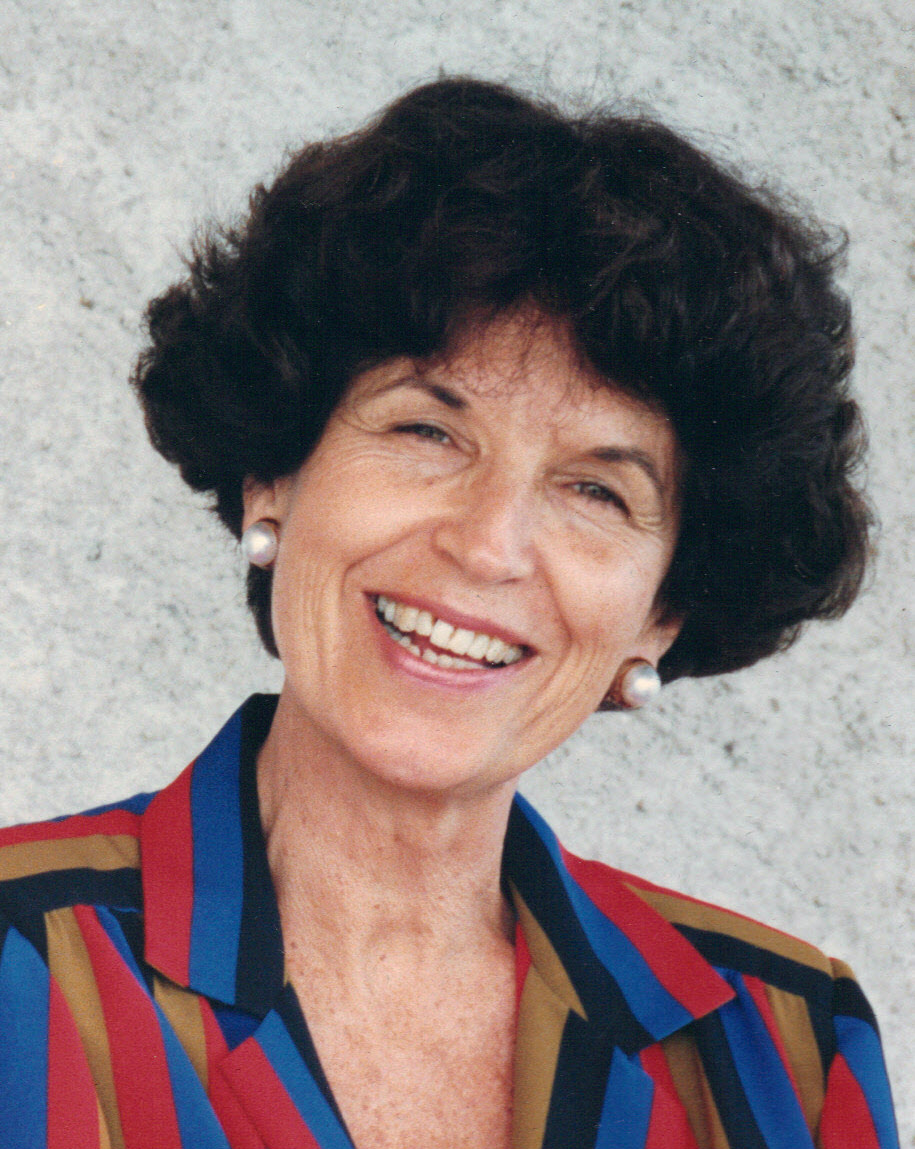
Helena Araújo Ortiz (1992)

Helena Araújo Ortiz (geboren am 20. Januar 1934 in Bogotá; gestorben am 2. Februar 2015 in Lausanne) war eine kolumbianische Schriftstellerin und Professorin für lateinamerikanische Literatur und Frauenforschung. Araújo publizierte zahlreiche literaturkritische Aufsätze in verschiedenen lateinamerikanischen und europäischen Literaturzeitschriften.

## Leben

### Jugend und Ausbildung
Helena Araújo Ortiz wurde am 20. Januar 1934 in der kolumbianischen Hauptstadt Bogotá als zweites von vier Kindern des Ehepaars Alfonso Araújo Gaviria, einem bekannten Politiker, und Emma Ortiz Márquez geboren. Ihre Kindheit und Jugend verbrachte Araújo zwischen Kolumbien und Venezuela, Brasilien und den Vereinigten Staaten, wo ihr Vater als Diplomat stationiert war. Sie besuchte die Immaculata Preparatory School in Washington, D.C., die sie im Alter von 15 Jahren 1949 abschloss. Anschließend nahm sie ein Studium der Literaturwissenschaften an der University of Maryland (1949–1950) auf; zurück in Kolumbien studierte sie Literatur und Philosophie an der Nationalen Universität von Kolumbien.
1951 heiratete Helena Araújo Pierre Albrecht de Martini, mit dem sie vier Töchter hatte: Priscilla, Gisèle, Nicole und Jocelyne. Schon früh äußerte Araújo ihr Unbehagen ob des gesellschaftlich konservativen Umfelds in Kolumbien, das es Frauen nicht ermöglichte, sich politisch zu äußern. In einem Interview mit Olga Cristina Turriago und Ignacio Ramírez äußerte sie sich wie folgt:

«El sexo, el cuerpo, la política, el tema social eran prohibidos para jóvenes madres de familia como yo. [La sociedad bogotana] no cree en la mujer sino en función de la maternidad. Yo quería escribir viviendo, vivir escribiendo, pero estaba metida en una sociedad asfixiante.»

„Sex, der Körper, Politik, soziale Themen – all das war für junge Mütter wie mich tabu. [Die Gesellschaft Bogotás] glaubt nicht an Frauen, sondern nur an ihre Funktion als Mütter. Ich wollte lebend schreiben, schreibend leben, aber ich steckte in einer erstickenden Gesellschaft.“

1971 zog sie mit ihren Töchtern in die Schweiz, wo sie kurz darauf Witwe wurde und bis zu ihrem Lebensende lebte. In der Schweiz studierte sie Literatur und Philosophie an den Universitäten Genf und Lausanne. Ihren Umzug in die Schweiz bezeichnete Araújo selbst als politisches Exil:

«En Colombia el régimen patriarcal y religioso nos enfrenta a la disyuntiva de obedecer y someternos o sufrir las consecuencias en forma de castigo. Debíamos elegir entre pagar el precio de la rebeldía o soportar el peso de la opresión. Como mujer, como autora, es tiempo de que me pregunte: ¿esa tierra donde se me censuraba constantemente era acaso mía?»

„In Kolumbien stellte uns das patriarchalische und religiöse Regime vor das Dilemma, entweder zu gehorchen und sich zu unterwerfen oder die Konsequenzen in Form von Strafen zu tragen. Wir mussten wählen, ob wir den Preis der Rebellion zahlen oder die Last der Unterdrückung tragen wollten. Als Frau, als Autorin ist es für mich an der Zeit, mich zu fragen: War das Land, in dem ich ständig zensiert wurde, meines?“

Am 2. Februar 2015 verstarb Araújo in Lausanne.